# Olympische Sommerspiele 1996/Teilnehmer (Tschad)
| Gelbes Symbol für Goldmedaillen mit stilisierten Olympischen Ringen | Graues Symbol für Silbermedaillen mit stilisierten Olympischen Ringen | Braundes Symbol für Bronzemedaillen mit stilisierten Olympischen Ringen |
| ------------------------------------------------------------------- | --------------------------------------------------------------------- | ----------------------------------------------------------------------- |
| —                                                                   | —                                                                     | —                                                                       |

Tschad nahm an den Olympischen Sommerspielen 1996 in Atlanta, USA, mit einer Delegation von vier Sportlern (drei Männer und eine Frau) teil.

## Teilnehmer nach Sportarten

### Leichtathletik
- Brahim Abdoulaye
200 Meter: Vorläufe

- Kimitene Biyago
400 Meter: Vorläufe

- Terap Adoum Yaya
800 Meter: Vorläufe

- Kaltouma Nadjina
Frauen, 200 Meter: Vorläufe